# Johannes Stark
Johannes Stark (Freihung, 15 de abril de 1874 — Traunstein, 21 de junho de 1957) foi um físico alemão que estava intimamente envolvido com o movimento Deutsche Physik sob o regime nazista. Recebeu em 1919 o Nobel de Física, pela descoberta do Efeito Doppler em Raios Canais e do espalhamento das linhas espectrais em campos elétricos.

## Nazismo
Durante o nazismo Stark tentou tornar-se o dirigente da física na Alemanha, através do movimento Deutsche Physik (física alemã) (juntamente com Philipp Lenard), contra a "física judaica" de Albert Einstein e Werner Heisenberg (que não era judeu). Após Werner Heisenberg defender a teoria da relatividade de Einstein, Stark escreveu um artigo difamatório no "Das Schwarze Korps", difamando-o como "judeu branco". Em 21 de agosto de 1934 Stark escreveu uma carta ao físico e laureado Nobel Max von Laue, encerrando-a com a saudação "Heil Hitler."

## Publicações
- Die Entladung der Elektricität von galvanisch glühender Kohle in verdünntes Gas.  (Sonderabdruck aus 'Annalen der Physik und Chemie', Neue Folge, Band 68). Leipzig, 1899
- Der elektrische Strom zwischen galvanisch glühender Kohle und einem Metall durch verdünntes Gas. (Sonderabdruck aus 'Annalen der Physik und Chemie', Neue Folge, Band 68). Leipzig, 1899
- Aenderung der Leitfähigkeit von Gasen durch einen stetigen elektrischen Strom. (Sonderabdruck aus 'Annalen der Physik', 4. Folge, Band 2). Leipzig, 1900
- Ueber den Einfluss der Erhitzung auf das elektrische Leuchten eines verdünnten Gases. (Sonderabdruck aus 'Annalen der Physik', 4. Folge, Band 1). Leipzig, 1900
- Ueber  Wirkungen bei der Entladung der Elektricität in verdünnten Gasen. (Sonderabdruck aus 'Annalen der Physik', 4. Folge, Band 1). Leipzig, 1900
- Kritische Bemerkungen zu der Mitteilung der Herren Austin und Starke über Kathodenstrahlreflexion. Sonderabdruck aus 'Verhandlungen der Deutschen Physikalischen Gesellschaft', Jahrgang 4, Nr. 8). Braunschweig,  1902
- Prinzipien der Atomdynamik. 1. Teil. Die elektrischen Quanten., 1910
- Schwierigkeiten für die Lichtquantenhypothese im Falle der Emission von Serienlinien. (Sonderabdruck aus 'Verhandlungen der Deutschen Physikalischen Gesellschaft', Jg. XVI, Nr 6). Braunschweig, 1914
- Bemerkung zum Bogen – und Funkenspektrum des Heliums. (Sonderabdruck aus 'Verhandlungen der Deutschen Physikalischen Gesellschaft.', Jg. XVI, Nr. 10). Braunschweig, 1914
- Folgerungen aus einer Valenzhypothese. III. Natürliche Drehung der Schwingungsebene des Lichtes. (Sonderabdruck aus `Jahrbuch der Radioaktivität und Elektronik', Heft 2, Mai 1914), Leipzig, 1914
- Methode zur gleichzeitigen Zerlegung einer Linie durch das elektrische und das magnetische Feld. (Sonderabdruck aus 'Verhandlungen der Deutschen Physikalischen Gesellschaft.', Jg. XVI, Nr. 7). Braunschweig, 1914
- Die gegenwärtige Krise der deutschen Physik, ("The Thoroughgoing Crisis in German Physics")  1922
- Natur der chemischen Valenzkräfte, 1922
- Hitlergeist und Wissenschaft, 1924 junto com Philipp Lenard
- Die Axialität der Lichtemission und Atomstruktur, Berlin 1927
- Atomstruktur und Atombindung, A. Seydel, Berlin 1928
- Atomstrukturelle Grundlagen der Stickstoffchemie., Leipzig, 1931
- Nationalsozialismus und Katholische Kirche, ("National Socialism and the Catholic Church") 1931
- Nationalsozialismus und Katholische Kirche. II. Teil: Antwort auf Kundgebungen der deutschen Bischöfe., 1931
- Nationale Erziehung, 1932
- Nationalsozialismus und Wissenschaft ("National Socialism and Science") 1934
- The Pragmatic and the Dogmatic Spirit in Physics (Nature 141, p. 770–772), 1938
- Physik der Atomoberfläche, 1940
- Jüdische und deutsche Physik, ("Jewish and German Physics") com Wilhelm Müller , escrito na Universidade de Munique em 1941
- Nationale Erziehung, Zentrumsherrschaft und Jesuitenpolitik, sem data
- Hitlers Ziele und Persönlichkeit ("Hitler's Aims and Personality"), sem data